# Hardcore American Cowboy
Hardcore American Cowboy è un singolo del duo musicale russo Little Big pubblicato l'8 aprile 2025.

## Video musicale
Il videoclip della canzone è stato pubblicato il l'8 aprile 2025 sul canale YouTube del duo. Esso si apre con immagini che richiamano l'iconografia del far west: cowboy, rodei e paesaggi desertici. Questi elementi tradizionali vengono poi rapidamente sovvertiti da una serie di scene surreali e satiriche con protagonisti Il'ja Prusikin e Sof'ja Tajurskaja.

## Tracce
Testi di Ale Alberti, Il'ja Prusikin, Sof'ja Tajurskaja, Lil Texas, musiche di Viktor Sibrinin.
1. Hardcore American Cowboy – 2:28

Remix
Testi di Ale Alberti, Il'ja Prusikin, Sof'ja Tajurskaja, Lil Texas, musiche di Viktor Sibrinin.
1. Hardcore American Cowboy 2.0 – 2:28